# نرگس شیخی
نرگس شیخی (زادهٔ ۲۲ آذر ۱۳۶۵) بازیکن تیم ملی هندبال زنان ایران است. او از ۱۸ سالگی به عنوان مربی هندبال نیز فعالیت کرده‌است.

## زندگی‌نامه
نرگس شیخی ۲۲ آذر ۱۳۶۵ متولد شد. او از ۱۰ سالگی در منطقهٔ ۱۹ تهران، ورزش هندبال را آغاز کرد. در ۱۵ سالگی به مسابقات لیگ برتر راه یافت و از سال ۱۳۸۳ به تیم ملی هندبال زنان ایران پیوست.
شرکت در مسابقات آسیایی و کسب عنوان ششم در مسابقات آسیایی ژاپن در سال ۲۰۱۸ از جمله موفقیت‌های ورزشی نرگس شیخی بوده‌است. او همچنین از سن ۱۸ سالگی مربیگری هندبال را آغاز کرد. وی در تیم‌هایی مانند تیم تأسیسات دریایی بازی کرده‌است. نرگس شیخی در سال ۱۳۹۴ به عنوان نمایندهٔ ورزشکاران، از سوی رئیس فدراسیون هندبال به عنوان یکی از اعضای «اتاق فکر هندبال ایران» منصوب شد.